# Хенри, Донил
Донил Джор-Ди Эшли Хенри (англ. Doneil Jor-Dee Ashley Henry; род. 20 апреля 1993, Брамптон, Онтарио, Канада) — канадский футболист, защитник клуба «Галифакс Уондерерс» и сборной Канады.

## Клубная карьера
Донил — воспитанник клуба «Торонто». В 2009 и 2010 годах он был капитаном молодёжной команды. 2 июня 2010 года в матче Первенства Канады против «Ванкувер Уайткэпс» он дебютировал за «Торонто». 26 августа Хенри подписал с «Торонто» профессиональный контракт, став первым доморощенным игроком в истории клуба. 23 октября в поединке против «Ди Си Юнайтед» он дебютировал в MLS. На протяжении трёх первых сезонов Донил становился победителем Первенства Канады. 28 апреля 2012 года в матче против «Реал Солт-Лейк» Хенри забил свой первый гол в профессиональной карьере. 21 августа подписал с «Торонто» новый долгосрочный контракт. В том же году он был признан лучшим молодым футболистом Канады.
31 октября 2014 года было объявлено, что ранее Хенри был продан в кипрский «Аполлон» и во второй половине сезона 2014 находился в «Торонто» на правах аренды.
В начале 2015 года Донил перешёл в английский «Вест Хэм Юнайтед». 4 марта он был отдан в краткосрочную аренду в «Блэкберн Роверс». В тот же день в матче против «Шеффилд Уэнсдей» Хенри дебютировал в Чемпионшипе. 24 ноября он вернулся в аренду в «Блэкберн Роверс».
Летом 2016 года Донил перешёл в датский «Хорсенс» на правах аренды до конца года. 1 октября в матче против «Эсбьерга» он дебютировал в датской Суперлиге. 30 октября в матче против «Сённерйюска» на 7-й минуте получил тяжёлую травму передней крестообразной связки и выбыл до конца сезона, вскоре вернулся в «Вест Хэм».
15 декабря 2017 года «Вест Хэм» сообщил, что контракт с Хенри расторгнут по взаимному согласию.
22 декабря 2017 года Хенри официально вернулся в MLS, присоединившись к клубу «Ванкувер Уайткэпс». 25 апреля 2018 года для набора игровых кондиций после травмы Донил был отправлен в краткосрочную аренду в клуб USL «Оттава Фьюри». 2 мая в матче против «Нью-Йорк Ред Буллз II» он дебютировал за столичный клуб. Вернувшись из аренды, 1 июня в матче против «Колорадо Рэпидз» Хенри дебютировал за «Ванкувер Уайткэпс». 2 марта 2019 года в матче первого тура сезона против «Миннесоты Юнайтед» он забил свой первый гол за «Кэпс».
20 ноября 2019 года было объявлено о переходе Хенри в клуб чемпионата Южной Кореи «Сувон Самсунг Блюуингз» в январе 2020 года. За «Сувон» он дебютировал 19 февраля 2020 года в матче Лиги чемпионов АФК против японского «Виссел Кобе». Свой первый гол за «Сувон» он забил 31 октября в матче стартового тура Кей-лиги 2020 против «Канвона».
18 февраля 2022 года Хенри вернулся в MLS, подписав контракт с клубом «Лос-Анджелес» в качестве свободного агента. За «Лос-Анджелес» он дебютировал 26 февраля в матче первого тура сезона 2022 против «Колорадо Рэпидз», заменив на 86-й минуте Хесуса Мурильо. Хенри успел сыграть всего шесть матчей за «Лос-Анджелес», прежде чем был отчислен из клуба 3 июля.
22 июля 2022 года Хенри вернулся в «Торонто», подписав контракт до конца сезона 2022. По окончании сезона 2022 Хенри покинул «Торонто», но остался на контракте с MLS.
12 декабря 2022 года Хенри был выбран клубом «Миннесота Юнайтед» из списка отказов. 1 июня 2023 года «Миннесота Юнайтед» отчислила Хенри.
18 июля 2023 года Хенри подписал контракт с клубом Канадской премьер-лиги «Галифакс Уондерерс» на оставшуюся часть сезона 2023 с опцией продления на сезон 2024. За «Галифакс Уондерерс» он дебютировал 23 июля в матче против «Атлетико Оттава», выйдя на замену на 83-й минуте.

## Международная карьера
В 2011 году Хенри в составе молодёжной сборной Канады выступал на молодёжном чемпионате КОНКАКАФ в Гватемале. На турнире он сыграл в матчах против команд Гваделупы, Коста-Рики и Мексики.
15 августа 2012 года в товарищеском матче против сборной Тринидада и Тобаго Хенри дебютировал за сборную Канады.
В 2013 году Донил попал в заявку национальной команды на участие в Золотом кубке КОНКАКАФ. На турнире он сыграл в матчах против сборных Мартиники, Мексики и Панамы.
В 2013 году Хенри во второй раз выступил за молодёжную команду на молодёжном чемпионате КОНКАКАФ. На турнире он сыграл в матчах против команд Кубы, США и Никарагуа.
Хенри был включён в состав сборной Канады на Золотой кубок КОНКАКАФ 2019.
7 сентября 2019 года в матче Лиги наций КОНКАКАФ 2019/20 против сборной Кубы Хенри забил свой первый гол за сборную Канады.
Был включён в состав сборной на Золотой кубок КОНКАКАФ 2021.

## Достижения
Командные
 «Торонто»
- Победитель Первенства Канады: 2010, 2011, 2012

Индивидуальные
- Молодой футболист года в Канаде: 2012